# Ild i dit ansigt
Ild i dit ansigt (stiliseret som !LD ! D!T ANS!GT) er et aarhusbaseret performancekollektiv, der har eksisteret siden 2009.
Gruppens kendetegn er en videreførelse af den historiske dadaismes æstetik, som bliver nyfortolket i en antikapitalistisk kontekst. I deres værker kombinerer de den moderne performancekunsts greb, såsom improvisation, performativ selvskade og politisk aktivisme med temaer som overforbrug, populærkultur og imperialisme. Udover performances på kunsthaller, udstillingssteder og festivaler, har de også lavet samarbejde med litterære performance på Gellerup Bibliotek i 2019 og ved demonstrationen Maskebal imod Racisme i 2017 (i samarbejde med Aarhus For Mangfoldighed.

## ART-trilogien
I ART-trilogien, der består af performanceværkerne Piske (2016), Vand (2017) og Nausea (homage to Sartre) (2017), refererer de til selvskade som en af performancekunstens klicheer. Ved at hhv. piske sig selv, drukne sig og kæderyge cigaretter, mens de råber "ART", refererer de til og ironiserer over klassiske værker af Marina Abramović, Chris Burden og Jean-Paul Sartre.

## Andre værker
Gruppen har blandt andet optrådt som en del af "Posthuman Postscripts" udstillingen på KUNSTHAL ved siden af i Svendborg, på Spanien 19c i Århus, til PerformanceRUM (arrangeret af claus ejner), Aarhus International Super Noise Festival i 2015, 2017 og 2020 og Mørke Dage i 2015. Gruppen var desuden hovednavn ved Decipher Festival i 2018 (arrangeret af Foreningen for Samtidskunst).
I 2019 fejrede gruppen 5-10-års jubilæum i form af en udstillingsdag på Aarhus Artspace, hvor de genfortolkede mange af deres klassiske værker indenfor scenekunst og noisemusik.